# Obszar Chroniony Kanczendzonga
Obszar Chroniony Kanczendzonga (ang. Kanchanjunga Conservation Area) - położony w północno-wschodnim narożu Nepalu u podnóża Kanczendzongi. Graniczy z Chinami (Tybetem) i Indiami (stan Sikkim).
Rejon bardzo zróżnicowany kulturowo, w części zamieszkany przez uchodźców tybetańskich.